# 加茂神社 (長野市鬼無里)
加茂神社（かもじんじゃ）は、長野県長野市鬼無里東京二条にある神社（村社）。
東京（ひがしきょう）集落の産土神である。

## 概要
鬼無里には紅葉伝説や遷都伝説など都に関わる様々な伝説が残るが、加茂神社も信濃国への遷都のため天武天皇に遣わされた三野王が鬼無里新都の鎮守として建立したものと伝わる。伝承では684年（天武天皇13年）2月のことであり、地名を東京（ひがしきょう）として日本武尊の石矢を収め宮を設けたという。当社のほかは、裾花川の対岸（西京）に春日神社、鬼門の方角に白髯神社を建立したという。
現在の本殿は1787年（天明7年）の建立で、長野市の有形文化財に指定されている。なお、本殿は覆屋に収められている。
このほか、神楽が長野市の有形文化財、境内のスギ・ネズコが天然記念物にそれぞれ指定されている。

## 歴史
- 684年（天武天皇13年）2月 - 日本武尊の石矢を収め宮を設けたと伝わる
- 865年（貞観7年） - 創建
- 1787年（天明7年） - 現在の本殿建立
- 1873年（明治6年） - 村社に列格
- 1887年（明治20年） - 現在の神楽殿建立
- 1907年（明治40年）6月 - 朝日社・川浦諏訪神社（ともに土倉部落）を合祀
- 1979年（昭和54年）4月1日 - 境内のスギが鬼無里村の天然記念物に指定される[7] → 2005年（平成17年）1月1日、合併により長野市指定天然記念物
- 1989年（平成元年）11月1日 - 神楽が長野市の有形文化財に指定される[7] → 2005年（平成17年）1月1日、合併により長野市指定有形文化財
- 1990年（平成2年）6月1日 - 境内のネズコが鬼無里村の天然記念物に指定される[7] → 2005年（平成17年）1月1日、合併により長野市指定天然記念物
- 1991年（平成3年）11月1日 - 本殿が鬼無里村の有形文化財に指定される[7] → 2005年（平成17年）1月1日、合併により長野市指定有形文化財

## 境内
- 本殿 - 長野市指定有形文化財
- 拝殿
- 神楽殿
- 「加茂神社のスギ」 - 長野市指定天然記念物
- 「加茂神社ねずこ」 - 長野市指定天然記念物

## 交通
- JR・長野電鉄長野駅からアルピコ交通（川中島バス）74系統に乗車、「鬼無里（町）」で長野市営バス南鬼無里線にのりかえ「加茂神社入口」下車